# اوبرنبرگ ام برنر
اوبرنبرگ ام برنر (به آلمانی: Obernberg am Brenner) یک منطقهٔ مسکونی در اتریش است که در اینسبروک لند واقع شده‌است. اوبرنبرگ ام برنر ۳۸٫۶۶ کیلومتر مربع مساحت دارد ۱٬۳۸۰ متر بالاتر از سطح دریا واقع شده‌است.